# 喬納斯·查尼克
喬納斯·查尼克（英語：Jonas Chernick，1973年7月16日—）是加拿大的一位演員和編劇。他出生在曼尼托巴省溫尼伯的一個猶太人家庭。